# William Howard (1563-1640)
William Howard (Audley End House, 19 dicembre 1563 – Greystoke, ottobre 1640) è stato un nobile e antiquario inglese.

## Biografia
Era il terzo figlio di Thomas Howard, IV duca di Norfolk e della seconda moglie Margaret, figlia di Thomas Audley, I barone Audley di Walden. Frequentò l'Università di Cambridge.
Nel 1572 suo padre venne giustiziato per tradimento e la famiglia perse i propri diritti ereditari.
Essendo sospettato di tradimento insieme al fratellastro Philip Howard, XX conte di Arundel, venne imprigionato nel 1583, nel 1585 e nel 1589.
Abbracciò la fede cattolica nel 1584.
Howard stabilì la sua residenza nel Castello di Naworth nel Cumberland, restaurò il castello e riorganizzò le sue terre. Nel 1603, con l'ascesa di Giacomo I d'Inghilterra, Howard riottenne i titoli appartenuti al padre.
Nel 1618 fu fatto commissario di confine con il compito di far rispettare la legge e sopprimere rivolte e saccheggi nelle zone più remote del regno.
Raccolse molte opere in una libreria privata di cui i libri stampati rimangono a Naworth mentre molti manoscritti sono andati dispersi. Una parte dei manoscritti si trova conservata nella Royal College of Arms; mantenne una corrispondenza con Ussher e fu intimo amico di Thomas Camden, Henry Spelman e Robert Bruce Cotton, il cui figlio sposò sua figlia.
Pubblicò nel 1592 un'edizione del Chronicon ex Chronicis di Florence di Worcester, dedicato a Lord Burghley e in cui era disegnata una genealogia della sua famiglia.

## Matrimonio
Sposò, il 28 ottobre 1577, Elizabeth Dacre, figlia di Thomas Dacre, IV barone Dacre.  Ebbero dodici figli.

## Morte
Morì nell'ottobre del 1640 a Greystoke.
A Brampton la scuola secondaria è chiamata in suo onore William Howard School.

## Ascendenza
|                                          |                 |                                    | Genitori                                 |  |  | Nonni |  |  | Bisnonni                           |  |  | Trisnonni                         |  |
|                                          |                 |                                    |                                          |  |  |       |  |  | Thomas Howard, III duca di Norfolk |  |  | Thomas Howard, II duca di Norfolk |  |
|                                          |                 |                                    |                                          |  |  |       |  |  | Thomas Howard, III duca di Norfolk |  |  | Thomas Howard, II duca di Norfolk |  |
|                                          |                 | Elizabeth Tilney                   |                                          |  |  |       |  |  | Thomas Howard, III duca di Norfolk |  |  |                                   |  |
| Henry Howard, III conte di Surrey        |                 |                                    |                                          |  |  |       |  |  | Thomas Howard, III duca di Norfolk |  |  |                                   |  |
|                                          |                 | Elizabeth Stafford                 | Edward Stafford, III duca di Buckingham  |  |  |       |  |  |                                    |  |  |                                   |  |
|                                          |                 | Elizabeth Stafford                 | Edward Stafford, III duca di Buckingham  |  |  |       |  |  |                                    |  |  |                                   |  |
|                                          |                 | Elizabeth Stafford                 | Eleanor Percy                            |  |  |       |  |  |                                    |  |  |                                   |  |
| Thomas Howard, IV duca di Norfolk        |                 | Elizabeth Stafford                 |                                          |  |  |       |  |  |                                    |  |  |                                   |  |
|                                          |                 | John de Vere, XV conte di Oxford   | John de Vere                             |  |  |       |  |  |                                    |  |  |                                   |  |
|                                          |                 | John de Vere, XV conte di Oxford   | John de Vere                             |  |  |       |  |  |                                    |  |  |                                   |  |
|                                          |                 | John de Vere, XV conte di Oxford   | Alice Kilrington                         |  |  |       |  |  |                                    |  |  |                                   |  |
| Frances de Vere                          |                 | John de Vere, XV conte di Oxford   |                                          |  |  |       |  |  |                                    |  |  |                                   |  |
|                                          |                 | Elizabeth Trussell                 | Edward Trussell                          |  |  |       |  |  |                                    |  |  |                                   |  |
|                                          |                 | Elizabeth Trussell                 | Edward Trussell                          |  |  |       |  |  |                                    |  |  |                                   |  |
|                                          |                 | Elizabeth Trussell                 | Margaret Donne                           |  |  |       |  |  |                                    |  |  |                                   |  |
| William Howard                           |                 | Elizabeth Trussell                 |                                          |  |  |       |  |  |                                    |  |  |                                   |  |
|                                          | Geoffrey Audley | Ralph Audley                       |                                          |  |  |       |  |  |                                    |  |  |                                   |  |
|                                          | Geoffrey Audley | Ralph Audley                       |                                          |  |  |       |  |  |                                    |  |  |                                   |  |
|                                          | Geoffrey Audley | Agnes Stradling                    |                                          |  |  |       |  |  |                                    |  |  |                                   |  |
| Thomas Audley, I barone Audley di Walden | Geoffrey Audley |                                    |                                          |  |  |       |  |  |                                    |  |  |                                   |  |
|                                          |                 | Martha Wydeville                   | …                                        |  |  |       |  |  |                                    |  |  |                                   |  |
|                                          |                 | Martha Wydeville                   | …                                        |  |  |       |  |  |                                    |  |  |                                   |  |
|                                          |                 | Martha Wydeville                   | …                                        |  |  |       |  |  |                                    |  |  |                                   |  |
| Margaret Audley                          |                 | Martha Wydeville                   |                                          |  |  |       |  |  |                                    |  |  |                                   |  |
|                                          |                 | Thomas Grey, II marchese di Dorset | Thomas Grey, I marchese di Dorset        |  |  |       |  |  |                                    |  |  |                                   |  |
|                                          |                 | Thomas Grey, II marchese di Dorset | Thomas Grey, I marchese di Dorset        |  |  |       |  |  |                                    |  |  |                                   |  |
|                                          |                 | Thomas Grey, II marchese di Dorset | Cecily Bonville, VII baronessa Harington |  |  |       |  |  |                                    |  |  |                                   |  |
| Elizabeth Grey                           |                 | Thomas Grey, II marchese di Dorset |                                          |  |  |       |  |  |                                    |  |  |                                   |  |
|                                          |                 | Margaret Wotton                    | Robert Wotton                            |  |  |       |  |  |                                    |  |  |                                   |  |
|                                          |                 | Margaret Wotton                    | Robert Wotton                            |  |  |       |  |  |                                    |  |  |                                   |  |
|                                          |                 | Margaret Wotton                    | Anne Belknap                             |  |  |       |  |  |                                    |  |  |                                   |  |
|                                          |                 | Margaret Wotton                    |                                          |  |  |       |  |  |                                    |  |  |                                   |  |